# Нёлон
Нёло́н (также Ньолоон, Джелон) — река в Эвено-Бытантайском и Жиганском улусах Якутии (Россия), правая составляющая реки Мэнкэрэ. Длина реки составляет 130 км (от истока Эниган-Толоно 179 км), площадь водосборного бассейна — 3590 км². 
Нёлон образуется слиянием рек Эниган-Толоно и Абылачан-Тарына в Джарджанском хребте (система Верхоянского хребта) на высоте более 384 м над уровнем моря. В верховьях и среднем течении течёт на юг и юго-запад по горной тундре в широкой межгорной долине. Выйдя на залесённую равнину и приняв справа приток Сётёгёй, поворачивает на юг. Сливаясь с рекой Сынча, образует реку Мэнкэрэ на высоте менее 146 м над уровнем моря. Ширина в нижнем течении — 117-150 м при глубине 1,5-2,5 м. Скорость течения в низовьях — 1,1 м/с. Населённых пунктов на реке нет. 

## Основные притоки
Указаны поименованные притоки длиной 30 км и более
| Название        | Расстояние от устья | Длина | Положение |
| --------------- | ------------------- | ----- | --------- |
| Сётёгёй         | 52                  | 36    | правый    |
| Абылачан        | 100                 | 32    | правый    |
| Буркат          | 126                 | 50    | левый     |
| Эниган-Толоно   | 130                 | 49    | левый     |
| Абылачан-Тарына | 130                 | 45    | правый    |

## Данные водного реестра
По данным государственного водного реестра России и геоинформационной системы водохозяйственного районирования территории РФ, подготовленной Федеральным агентством водных ресурсов:
- Бассейновый округ — Ленский
- Речной бассейн — Лена
- Речной подбассейн — Лена ниже впадения Вилюя до устья
- Водохозяйственный участок — Лена от впадения реки Вилюй до водомерного поста гидрометеорологической станции Джарджан
- Код водного объекта — 18030900112117500012778